# Mattathias Pearson
Henry Pete "Mattathias" Pearson (New York, 1939 of 1940 - aldaar, 21 februari 2017) was een Amerikaanse muzikant in de jazz. Zijn hoofdinstrument was contrabas, maar hij speelde ook vibrafoon, piano en drums. Tevens was hij arrangeur.
Pearson studeerde muziekpedagogie aan Lehman College (Master). Daarna leidde hij de groep Afro Jazz Lab. Vanaf 1972 werkte hij met Rahsaan Roland Kirk, te horen op diens albums Blacknuss (1972), Bright Moments, Prepare Thyself to Deal with a Miracle (1973), The Case of the 3-Sided Dream In Audio Color (1975) en Other Folks’ Music (1976). Met Kirk's band ging hij in 1972/73 op tournee door Europa. Verder nam hij muziek op met onder andere Khaliq Abdul Al-Rouf (1979) en (rond 1969) met Eric Gale. In de jazz was hij tussen 1969 en 1991 betrokken bij 25 opnamesessies.
Begin jaren 1980 voerde hij met een eigen kwartet in New York een "jazzvesper" op. Hij was 28 jaar muziekleraar aan de Boys and Girls High School in Brooklyn.